# Грабіна (Опольське воєводство)
Грабіна (пол. Grabina, нім. Grabine) — село в Польщі, у гміні Біла Прудницького повіту Опольського воєводства.
Населення — 430 осіб (2011).

## Демографія
Демографічна структура станом на 31 березня 2011 року:
|          | Загалом | Допрацездатний вік | Працездатний вік | Постпрацездатний вік |
| -------- | ------- | ------------------ | ---------------- | -------------------- |
| Чоловіки | 177     | 23                 | 127              | 27                   |
| Жінки    | 253     | 37                 | 130              | 86                   |
| Разом    | 430     | 60                 | 257              | 113                  |